# دهستان بشاریات شرقی
دهستان بشاریات شرقی نام دهستانی در بخش بشاریات شهرستان آبیک، استان قزوین در ایران است. براساس سرشماری مرکز آمار ایران در سال ۱۳۸۵، جمعیت آن ۷۲۸۲ نفر (۱۸۶۵ خانوار) بوده‌است.